# Pipistrellus kuhlii
Pipistrelle de Kuhl
Espèce
Synonymes
- Vespertilio kuhlii Natterer in Kuhl, 1817 (protonyme)

Statut de conservation UICN

 LC  : Préoccupation mineure
La Pipistrelle de Kuhl (Pipistrellus kuhlii) est une espèce de chauves-souris de la famille des Vespertilionidae qui peuple essentiellement le pourtour méditerranéen.

## Description

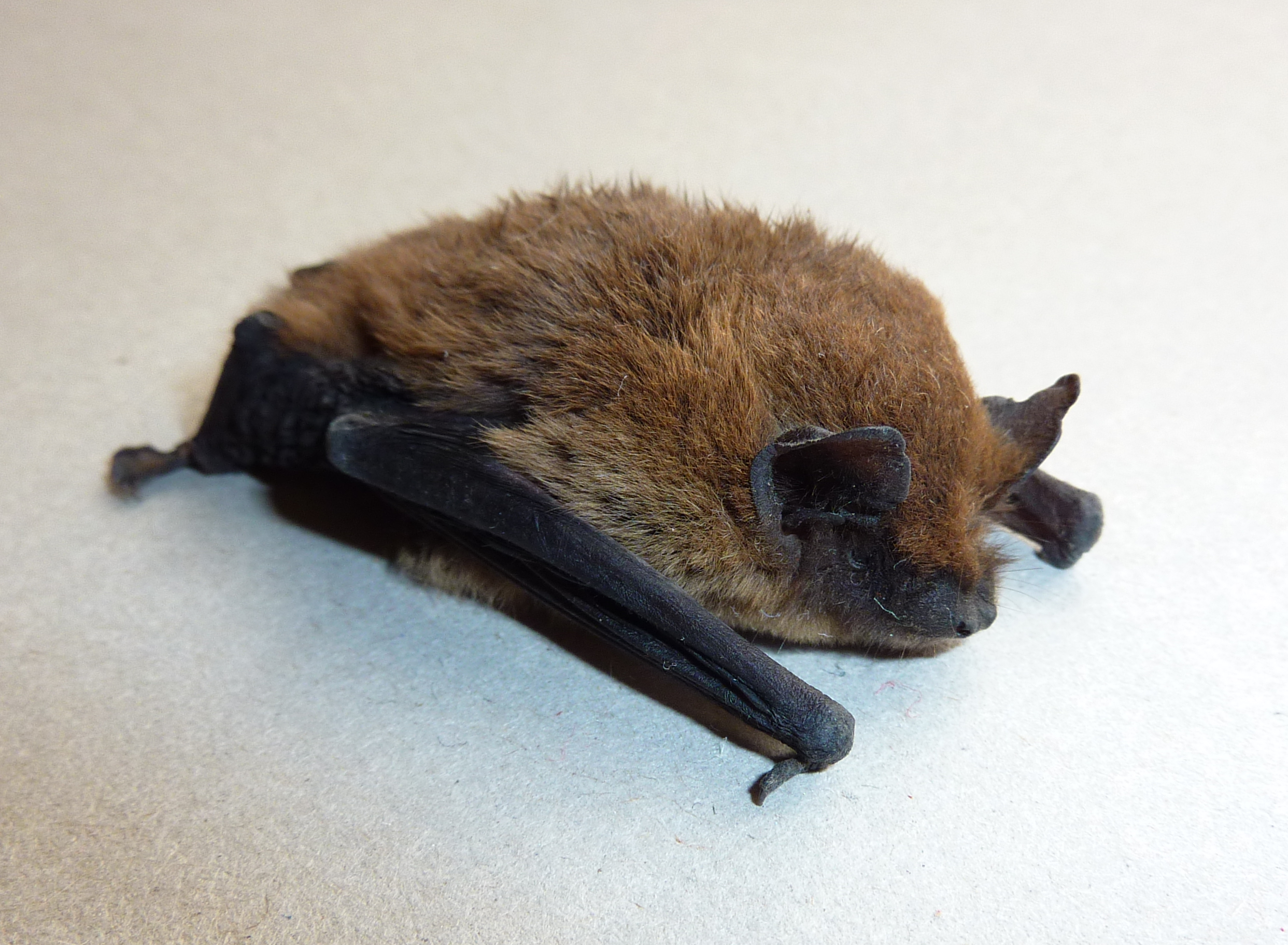
Spécimen trouvé mort dans un grenier de la Charente-Maritime (France).

La Pipistrelle de Kuhl ressemble fortement aux autres pipistrelles qui partagent son aire de répartition, quoiqu'en moyenne plus grande que la Pipistrelle commune (P. pipistrellus) et la Pipistrelle pygmée (P. pygmaeus), et de taille équivalente à la Pipistrelle de Nathusius (P. nathusii). La couleur est variable ; le pelage du dos est généralement brun chaud, contrastant plus ou moins avec le ventre clair. Une marge blanche est souvent présente sur le bord de son patagium entre le pied et le cinquième doigt de la main, et peut être un caractère simple mais non diagnostique pour son identification. Cette marge fait entre un et deux millimètres de largeur chez les chauves-souris d'Europe, mais peut être plus large (5 mm) dans le sud de la répartition de l'espèce. Sur la mâchoire supérieure, la première incisive supérieure (I2) est unicuspide, la seconde (I3) est petite, souvent cachée dans la gencive et la canine (C) est en contact avec la dernière prémolaire (P4).
L'avant-bras mesure 30,3 à 37,1 mm, le cinquième doigt entre 40 et 45 mm et le troisième doigt entre 54 et 61 mm. La Pipistrelle de Kuhl émet entre 36 et 40 kHz.

## Écologie et comportement

### Alimentation
La Pipistrelle de Kuhl est insectivore, chassant en vol différents groupes de petits diptères, mais aussi des papillons de nuit, des hyménoptères, des coléoptères, des trichoptères et des hémiptères. Les diptères sont notamment représentés par plusieurs familles de nématocères (Culicidae, Chironomidae, Ceratopogonidae et Tipulidae), mais la Pipistrelle de Kuhl peut aussi chasser des brachycères comme la mouche Musca domestica dans les bâtiments.

### Reproduction
La mise-bas commence en mai dans le sud de l'aire de répartition de l'espèce, mais a lieu dans les premiers jours de juin plus au nord. Les colonies de mise-bas regroupent une vingtaine à plus d'une centaine de femelles, qui donnent naissance à un unique petit, ou à des jumeaux relativement fréquents chez l'espèce.

### Prédateurs et parasites

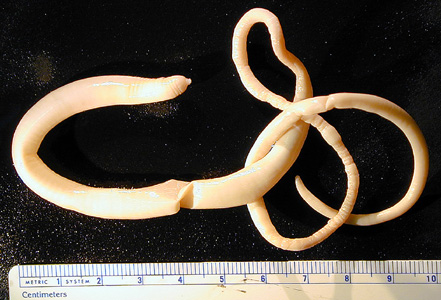
Macracanthorhynchus hirudinaceus.

La Pipistrelle de Kuhl peut être parasitée par l'acanthocéphale Macracanthorhynchus hirudinaceus et les cestodes Raillietina sp., Vampirolepis molani, V. pipistrelli, V. skrjabinariana, Litomosa filaria, Thelandros alatus, Physaloptera brevivaginata, Pseudophysaloptera, Physocephalus sexalatus, Spirocerca lupi. Parmi les trématodes parasitant cette pipistrelle, on recense les espèces suivantes : Anchitrema sanguineum, Heterophyes heterophyes, Allassogonoporus amphoraeformis, Lecithodendrium granulosum, L. linstowi, L. rysavy, Lecithoporus macralaimus, Parabascus lepidotus, P. semisquamosus, Prosthodendrium ascidia, P. chilostomum, P. glandulosum, P. longiforme, P. minus, P. pyramidum, P. travassosi, P. urna, Pycnoporus acetabulatus, P. heteroporus, P. macrolaimus, P. mansouri, P. megacotyle, P. travassosi, Plagiorchis koreanus et P. vespertilionis.
Comme de nombreuses autres chauves-souris, elle peut être l'hôte de divers ectoparasites : des acariens (comme Argas vespertilionis, Spinturnix acuminatus et Steatonyssus periblepharus), des nyctéribides (comme Basilia daganiae, Phthiridium biarticulatum, Nycteribia schmidlii, N. vexata et Penicillidia conspicua), des puces (comme Ischnopsyllus octactenus, I. consimilis, Xenopsylla cheopis et Leptopsylla sengis) ou des cimicides (comme Cimex pipistrelli et Cacodmus vicinus).

## Répartition et habitat

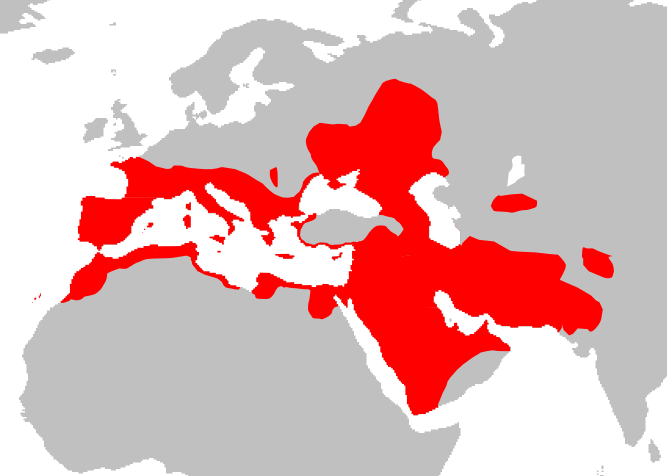
Répartition de l'espèce selon l'Union internationale pour la conservation de la nature.

La Pipistrelle de Kuhl se trouve tout autour du basin méditerranéen et dans l'Ouest de l'Asie, jusqu'au Pakistan et à la limite de l'Inde. En Europe occidentale, elle remonte au Nord tout le long de la côte Atlantique et est également présente en Grande-Bretagne où elle reste rare. L'espèce étend sa répartition vers le Nord à travers toute l'Europe depuis les années 1980. Elle préfère les milieux ouverts aux gros boisements, et est également très commune dans les zones urbaines.

## Taxinomie
« M. Natterer a lui-même abattu cette chauve-souris à Trieste. Je dois à sa bonté plusieurs spécimens d'après lesquels j'ai rédigé cette description. Le fait qu'il l'ait appelée de mon nom est un signe d'amitié de la part de cet homme de mérite. Bien que je n'aie pas encore mérité cet honneur, je m'efforcerai de ne pas m'en rendre indigne à l'avenir. »

— Heinrich Kuhl, Die Deutschen Fledermäuse
La description de la Pipistrelle de Kuhl est attribuée au zoologiste allemand Heinrich Kuhl, qui traite l'espèce dans son ouvrage Die Deutschen Fledermäuse, paru entre 1817 et 1819, sous le protonyme de Vespertilio kuhlii. Kuhl ne cherche pas à dédier à lui-même le taxon, mais utilise une dénomination spécifique proposée par l'autrichien Johann Natterer, collecteur des premiers spécimens étudiés par les deux naturalistes. Selon les règles du code international de nomenclature zoologique, Kuhl est cependant considéré comme l'auteur du taxon, puisqu'il est le premier à en publier la description formelle. Toutefois, l'espèce est parfois appelée Pipistrellus kuhlii Natterer in Kuhl, 1817 pour préciser la paternité de Natterer sur l'épithète spécifique. Le matériel type du taxon provient de Trieste, en Italie.
Trois sous-espèces sont reconnues par Mammal Species of the World en 2005 :
- Pipistrellus kuhlii ikhwanius Cheesman & Hinton, 1924 - désignerait les populations de la péninsule arabe, mais aucun caractère ne la différenciant de P. k. lepidus (dont la description est antérieure) n'existe dans la littérature[14] ;
- Pipistrellus kuhlii kuhlii (Natterer in Kuhl, 1817) - de la majeure partie de l'Europe et d'Afrique du Nord ;
- Pipistrellus kuhlii lepidus Blyth, 1845 - désigne les populations de l'Est de l'Europe et de l'Ouest de l'Asie.

Deux taxons reconnus comme espèces à part entière par Mammal Species of the World (en 2005) sont parfois considérés comme conspécifiques de P. kuhlii :
- Pipistrellus maderensis Dobson, 1878 - de Madère et des Canaries, aux couleurs très chaudes, sans contraste entre dos et ventre ;
- Pipistrellus deserti Thomas, 1902 - de Libye, morphe petit et clair peuplant les régions désertiques d'Afrique du Nord. Benda et al. (2015) en font un synonyme de P. kuhlii[15].

Sous le nom de P. kuhlii ont aussi été regroupées des populations d'Afrique subsaharienne, qui sont maintenant clairement distinguées et appartenant à l'espèce Pipistrellus hesperidus (Temminck, 1840).
En 2022, la Mammal Diversity Database de l'American Society of Mammalogists considère comme synonyme de P. kuhlii les taxons suivants :
- Pipistrellus aegyptius (Fischer, 1829)
- Pipistrellus marginatus (Cretzschmar, 1830)
- Pipistrellus albolimbatus (Küster, 1835)
- Pipistrellus alcythoe (Bonaparte, 1837)
- Pipistrellus vispistrellus (Bonaparte, 1837)
- Pipistrellus calcarata (Gray, 1838) (nomen nudum)
- Pipistrellus lepidus Blyth, 1845
- Pipistrellus marginatus Bonaparte, 1841 (préoccupé)
- Pipistrellus canus (Blyth, 1863)
- Pipistrellus lobatus (Jerdon, 1867)
- Pipistrellus minuta Loche, 1867
- Pipistrellus leucotis (Dobson, 1872)
- Pipistrellus albicans (Monticelli, 1886)
- Pipistrellus pullatus (Monticelli, 1886)
- Pipistrellus deserti Thomas, 1902
- Pipistrellus ikhwanius Cheesman & Hinton, 1924
- Pipistrellus pallidus Heim de Balsac, 1936
- Pipistrellus saharae Heim de Balsac, 1936 (nomen nudum)
- Pipistrellus latastei Laurent, 1937

Dans cette même base de données, Pipistrellus maderensis Dobson, 1878 est considérée comme une espèce à part entière.
Deux lignées mitochondriales majeures coexistent en Europe de l'Ouest, de l'Espagne à l'Italie, ainsi qu'en Corse,,. L'importance de la distance génétique les séparant étant de l'ordre de celles qui séparent généralement des espèces, il a été proposé que deux espèces cryptiques soient présentes en Europe. L'étude de marqueurs nucléaires en 2015 a cependant montré que ces deux lignées se mélangent de façon importante, et pourraient être le produit d'une isolation historique des populations, aujourd'hui à nouveau en contact en Europe centrale avec l'expansion vers le Nord de l'aire de répartition de l'espèce. Le statut de P. k. lepidus reste alors à être clarifié. En 2021, des chercheurs polonais étudient un type de cris sociaux des lignées génétiques attribuées à P. k. kuhlii et P. k. lepidus, notamment dans la zone où elles coexistent en Europe de l'Est ; ils identifient clairement deux groupes acoustiques et proposent donc d'élever au rang d'espèce à part entière Pipistrellus lepidus.

## Menaces et conservation
La Pipistrelle de Kuhl est considérée comme de « préoccupation mineure » par l'Union internationale pour la conservation de la nature, l'espèce étant abondante et en expansion, et jouissant d'une grande aire de répartition.